# Ærme
Et ærme er den del af tøjet, der dækker armene. Mønstret på ærmet er en af beklædningens karakteristika, og varierer i henhold til land og periode.
Ærmelængden varierer fra kun lige at dække skulderen til at gå helt ned til gulvet. Skjorteærmer er enten korte og stopper omkring midt på armen, eller går helt ned til håndleddet.